# ネグリチュード
ネグリチュード（フランス語: Négritude、黒人性）は、黒人の自覚を促す標語、あるいは精神的風土や文化の特質をさす語。おもにフランス領アンティルとフランス語圏アフリカで発祥した文学運動の名称でもある。
1930年代前半にマルティニークのエメ・セゼール、セネガルのレオポール・セダール・サンゴールらが初めて用い、被抑圧民族である黒人固有の文化を高揚する運動を展開し、アフリカ、北アメリカ、西インド諸島地域の黒人知識人に大きな影響を与えた。

## 概要
西インド諸島やアフリカのフランス植民地に住む黒人知識人第一世代は、近代科学的な素養を身に付けてフランス本国で教育を受ける機会を得た。しかし、近代科学はそのもの自体に人種主義を内面化しており、内面的に科学主義を身につけた彼等にとって、黒い肌を持つが故に様々な差別を受けることは、アイデンティティの危機を招いた。
こうした中でフランスに留学していたセゼールやサンゴールらは、黒人を劣等なものとして扱う科学的人種主義に対抗した。
セゼールによるネグリチュードとは、黒人がニグロ（仏語では Négre, ネグル）として受けてきた差別や抑圧、「歴史の最悪の暴力を経験し、周辺化と抑圧に苦しんできた人間集団」としての自覚を抱き、植民地主義を拒絶して「ニグロの言葉」で語ることを訴えるものであった。1947年にはアリウン・ジョップによって雑誌『プレザンス・アフリケーヌ』（アフリカの存在）がパリで創刊された。
こうした運動はポルトガル語圏のアフリカ植民地にも波及し、アンゴラでは後に初代大統領となったアゴスティーニョ・ネトが主導するネグリズモ運動が生まれた。
しかし、白/黒の二項対立に囚われた思考は、西欧の思考の枠組みに呪縛を乗り越えられないといった旨の主張も1950年代以降には生まれた。ナイジェリアのノーベル文学賞作家ウォーレ・ショインカが「虎はティグリチュード（虎性）を主張しない。ただ飛びかかるだけだ。」と述べたように、独立後のアフリカ諸国ではネグリチュードを乗り越えようとする運動が盛んになった。またアンティルでは、フランツ・ファノンによってネグリチュードへの激しい批判が行われた後に、ネグリチュードを土台にしてエドゥアール・グリッサンによるアンティヤニテやジャン・ベルナベ、パトリック・シャモワゾー、ラファエル・コンフィアンらによりクレオリテ（クリオール性）が唱えられるようになった。

## 主要人物
- エメ・セゼール - マルティニーク
- レオポール・セダール・サンゴール - セネガル
- ジャン・プライス＝マルス（英語版、フランス語版） - ハイチ
- フランソワ・デュヴァリエ - ハイチ
- アゴスティーニョ・ネト - アンゴラ
- ジョゼ・クラヴェイリーニャ - モザンビーク
- アリウン・ジョップ（英語版、フランス語版） - セネガル
- ルネ・ドゥペストル - ハイチ

## 脚註
1. ↑  尾崎文太『エメ・セゼールの戯曲作品と政治思想 1940年代から 1960年代まで』一橋大学2008年11月。
2. ↑  砂野幸稔「アフリカの文化と精神の非植民地化」『「南」から見た世界03 アフリカ 国民国家の矛盾を超えて共生へ』北川勝彦編、大月書店、1999年3月。
 pp.222-223
3. ↑  砂野幸稔「アフリカの文化と精神の非植民地化」『「南」から見た世界03 アフリカ 国民国家の矛盾を超えて共生へ』北川勝彦編、大月書店、1999年3月。p.223より引用
4. ↑  恒川邦夫「アンティルの新しい文学をめぐって 「クレオール性 (creolite/creoleness) 礼賛」」『言語文化』32, pp.109-123, 一橋大学語学研究室、1995年12月25日。